# Сковородецька волость
Сковородецька волость — історична адміністративно-територіальна одиниця Старокостянтинівського повіту Волинської губернії з центром у селі Сковородки.
Станом на 1886 рік складалася з 6 поселень, 6 сільських громад. Населення — 4198 осіб (2129 чоловічої статі та 2059 — жіночої), 636 дворових господарств.
|                     | Площа, десятин | У тому числі орної, дес. |
| ------------------- | -------------- | ------------------------ |
| Сільських громад    | 3744           | 2822                     |
| Приватної власності | 4626           | 2802                     |
| Іншої власності     | 151            | 115                      |
| Загалом             | 8721           | 5739                     |

Поселення волості:
- Сковородки — колишнє власницьке село за 50 верст від повітового міста, 1268 осіб, 196 дворів, 2 православні церкви, католицька каплиця, школа й постоялий будинок.
- Вища Погоріла — колишнє власницьке село при річці Іква, 397 осіб, 70 дворів, православна церква, постоялий будинок, паровий і водяний млини.
- Жеребки — колишнє власницьке село, 669 осіб, 100 дворів, православна церква, школа й постоялий будинок.
- Нища Погоріла — колишнє власницьке село при річці Іква, 723 особи, 122 двори, православна церква, постоялий будинок, водяний млин.